# علاقة خطرة (فلم)
علاقة خطرة هو فيلم دراما مصري من إخراج تيسير عبود  وبطولة محمود ياسين، آثار الحكيم، هدى سلطان، حسين الشربيني، سلوى محمود وعماد محرم، صدر الفيلم في 27 يوليو 1981.

## نبذة
تتطلع بسيمة صاحبة المنزل الذي يعيش فيه أحمد المدرس إلى تزويجه من ابنه سهام، وسهام تتهم أحمد بالاعتداء عليها مما يتسبب بطرده من عمله وتشويه سمعته، فيصمم على معرفة الحقيقة وكشفها.

## طاقم العمل
- محمود ياسين بدور أحمد
- آثار الحكيم بدور سهام
- هدى سلطان بدور بسيمة
- حسين الشربيني بدور وكيل النيابة
- سلوى محمود بدور عنايات
- عماد محرم بدور الأستاذ صلاح

## وصلات خارجية
- مقالات تستعمل روابط فنية بلا صلة مع ويكي بيانات